# سنجاب آفتاب زنگی
سنجاب آفتاب زنگی (نام علمی: Heliosciurus undulatus) نام یک گونه از سرده سنجاب آفتاب است.